# Palleon nasus
Palleon nasus is een hagedis uit de familie kameleons (Chamaeleonidae).

## Naam en indeling
De wetenschappelijke naam van de soort werd voor het eerst voorgesteld door George Albert Boulenger in 1887. De kameleon werd later tot het niet meer erkende geslacht Evoluticauda gerekend en behoorde lange tijd tot de kortstaartkameleons uit het geslacht Brookesia.
De soortaanduiding nasus betekent vrij vertaald 'neus' en slaat op de lange snuit van het dier.

## Verspreiding en habitat
De hagedis komt voor in delen van Afrika en leeft endemisch in het noordoosten van het eiland Madagaskar.
De habitat bestaat uit vochtige tropische en subtropische bossen, zowel in laaglandbossen als in bergstreken. De soort is aangetroffen op een hoogte van ongeveer 410 tot 1910 meter boven zeeniveau.

## Beschermingsstatus
Door de internationale natuurbeschermingsorganisatie IUCN is de beschermingsstatus 'kwetsbaar' toegewezen (Vulnerable of VU).

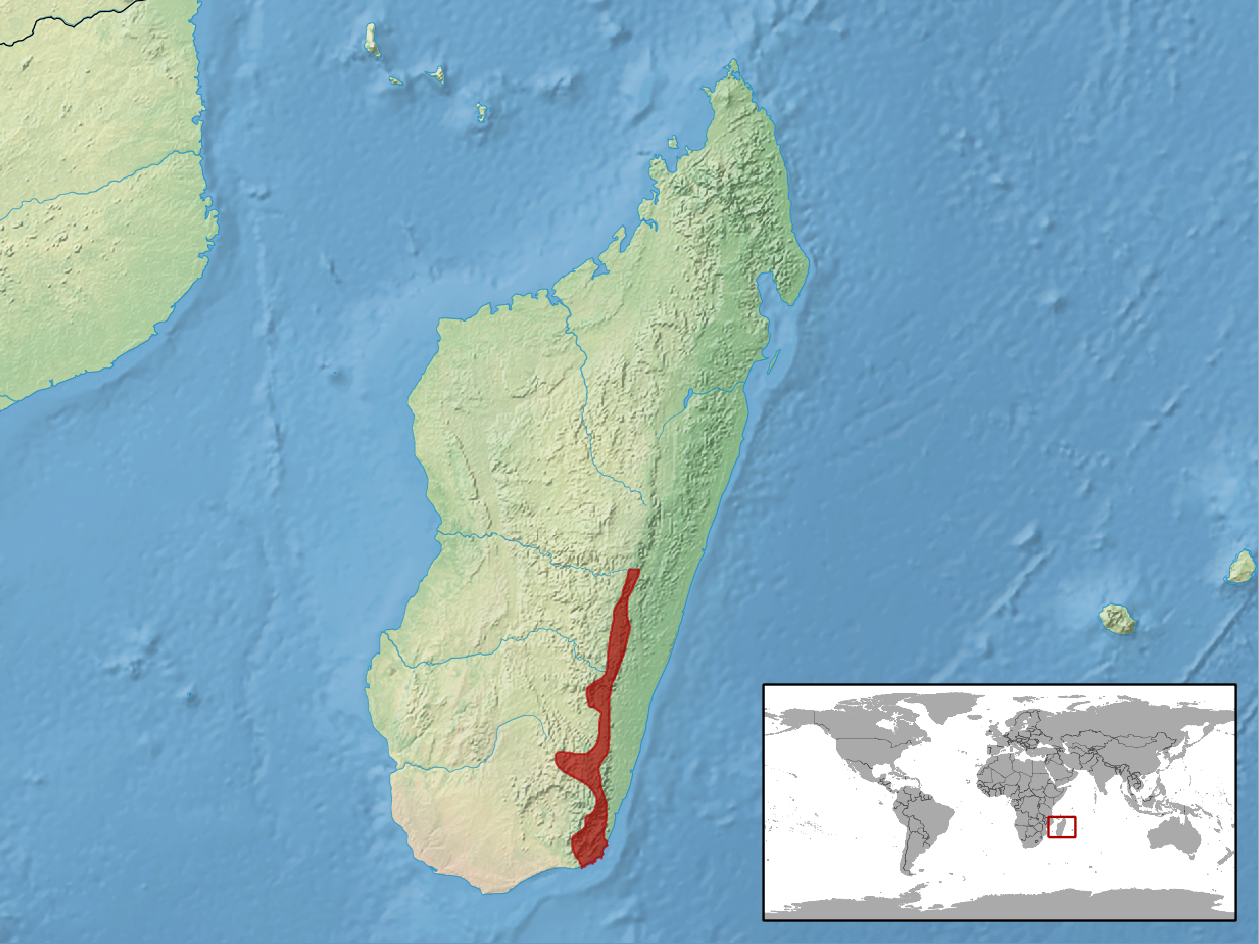
verspreidingsgebied binnen Madagaskar in het rood.